# شاپور ریپورتر
شاپور اردشیر جِی ریپورتر (۸ اسفند ۱۲۹۹ – ۱۳۹۲) دیپلمات، روزنامه‌نگار، تاجر و فرزند اردشیر ریپورتر بود. او از افراد مورد اعتماد محمدرضا پهلوی بود.
او در سال ۱۳۱۶ از دبیرستان فیروزبهرام فارغ‌التحصیل شد. در این دبیرستان فرزندان بسیاری از بزرگان سیاسی آن زمان درس می‌خواندند؛ و تحصیل در آن، زمینه آشنایی شاهپور با رجال حکومتی محمدرضا پهلوی را پدید آورد.
بنا بر ادعای بی بی سی فارسی، پس از جنگ جهانی دوم در کودتای ۲۸ مرداد ۱۳۳۲ و رخدادهای پس از آن شاپور ریپورتر به عنوان نماینده سازمان‌های اطلاعاتی بریتانیا و شبکه بدامن در ایران زندگی می‌کرد و نقش اصلی در برخی رویدادهای مهم داشت. شاپور ریپورتر رابط محمدرضا پهلوی و بسیاری از شرکت‌های نظامی بریتانیا برای قرادادهای نظامی مانند تانک‌های چیفتن بود.
به گفته حسن طوفانیان، شاپور ریپورتر به دستور شاه به طور پیوسته ولی مخفیانه مواظب مذاکرات وی با شرکت های تسلیحاتی خارجی بوده است.

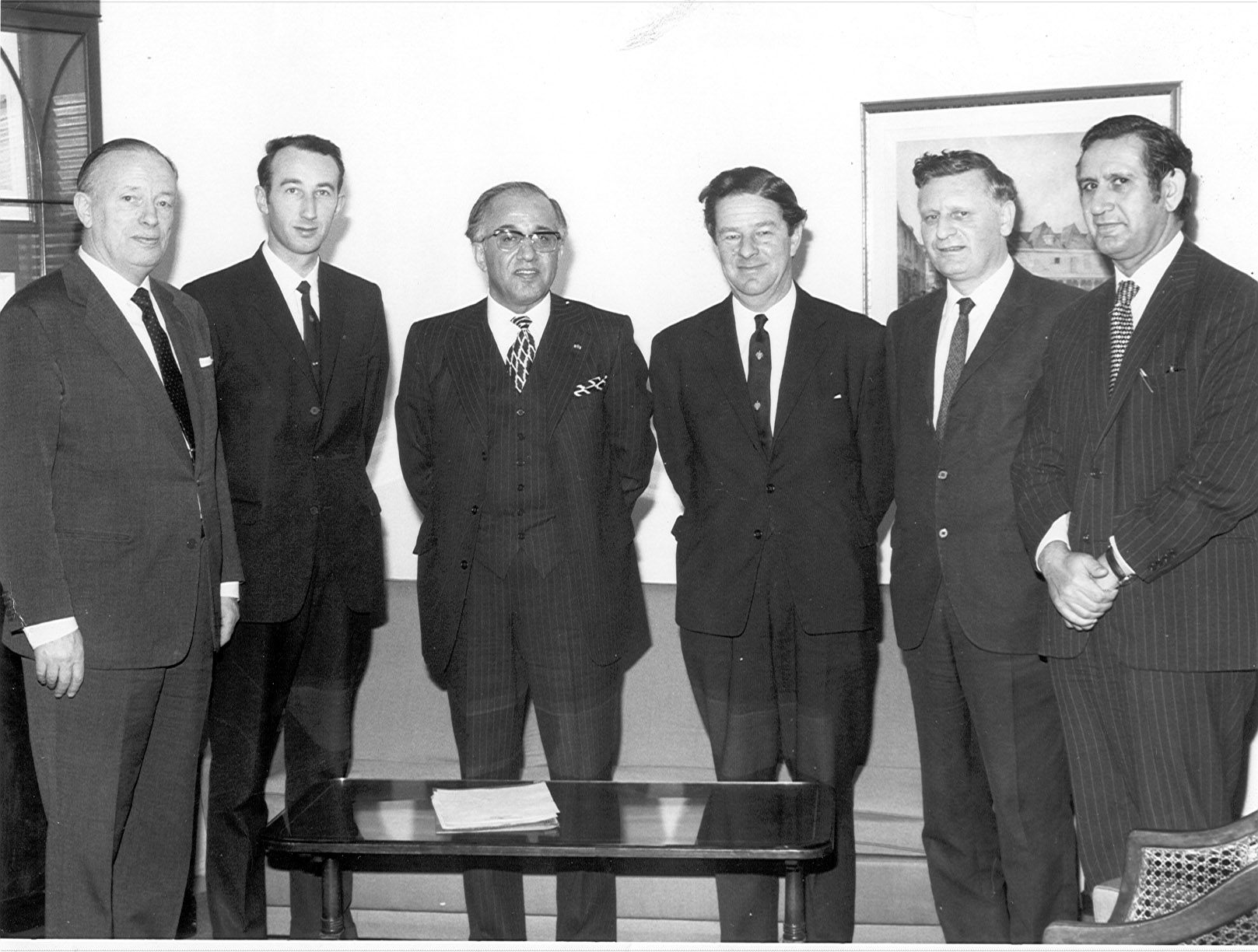
شاپور ریپورتر نفر اول از سمت راست و حسن طوفانیان (شخصی که عینک دارد) در ساختمان وزارت دفاع انگلستان سال ۱۹۶۹

شاپور ریپورتر در شهریور یا مهر ۱۳۵۷ برای آخرین بار از ایران خارج شد و به لندن رفت. او یک سال پیش از آن در نامه‌ای به دیوید اوئن وزیر امور خارجه بریتانیا احتمال سرنگونی قریب‌الوقوع شاه را منتفی دانسته بود. پس از انقلاب ۱۳۵۷ ایران، خانه و اسناد و مدارک در اختیار نیروهای انقلابی قرار گرفت.